# PEC Zwolle in het seizoen 2021/22 (mannen)
Het seizoen 2021/2022 was het 111e jaar in het bestaan van de Zwolse voetbalclub PEC Zwolle. De club kwam uit in de Eredivisie, na 34 speelrondes eindigde de club op de laatste plaats wat inhield dat de club na 10 jaar degradeerde naar de Eerste divisie. Ook nam het deel aan het toernooi om de KNVB beker, hierin werd in de achtste finale met 2–1 verloren van NAC Breda.

## Wedstrijdstatistieken

### Oefenwedstrijden
| | Oefenwedstrijd 1                                                                                          | PEC Zwolle                                                 | 1 – 1 (1 – 0)    | Borussia Dortmund –23                                    | Opstelling PEC Zwolle: |
| 30 juni 2021 Plaats: Zwolle MAC³PARK stadion Toeschouwers: 0 Scheidsrechter: Stegeman                     | 30 juni 2021 Plaats: Zwolle MAC³PARK stadion Toeschouwers: 0 Scheidsrechter: Stegeman                     | Kenneth Paal 44'                                           | Wedstrijdverslag | 87' Marco Pašalić                                        | Hauptmeijer ( 46' Schendelaar), Van Polen ( 46' Chirino), Paal ( 46' Gangstad), Saymak ( 46' Van den Belt), Beelen ( 46' Clement), Strieder ( 46' Huiberts), Kersten ( 46' Voet), Bajselmani ( 46' Van den Berg), Lagsir ( 46' Fernandes), Reijnders ( 46' Tedić) en Landu ( 46' Westerman)      |
| | Oefenwedstrijd 2                                                                                          | FC St. Pauli                                               | Afgelast         | PEC Zwolle                                               | Opstelling PEC Zwolle: |
| 3 juli 2021 Plaats: Hamburg Millerntor-Stadion                                                            | |                                                            |                  |                                                          | |
| | Oefenwedstrijd 3                                                                                          | PEC Zwolle                                                 | 0 – 2 (0 – 1)    | FC Volendam                                              | Opstelling PEC Zwolle: |
| 8 juli 2021 Plaats: Zwolle MAC³PARK stadion Toeschouwers: 0 Scheidsrechter: Van Dongen                    | 8 juli 2021 Plaats: Zwolle MAC³PARK stadion Toeschouwers: 0 Scheidsrechter: Van Dongen                    |                                                            | Wedstrijdverslag | 27' Robert Mühren 75' Jim Beers                          | Lamprou, Van Polen ( 26' Voet), Paal ( 46' Van den Belt), Clement ( 77' Tol), Strieder ( 60' Beelen), Kersten ( 60' Van den Berg), Bajselmani ( 77' Chirino), Reijnders, De Wit ( 70' Gangstad), Landu ( 46' Lagsir) en Westerman                                                                |
| | Oefenwedstrijd 4                                                                                          | PEC Zwolle                                                 | 3 – 0 (1 – 0)    | Helmond Sport                                            | Opstelling PEC Zwolle: |
| 20 juli 2021 Plaats: Zwolle MAC³PARK stadion Toeschouwers: 1.000 Scheidsrechter: Niet bekend              | 20 juli 2021 Plaats: Zwolle MAC³PARK stadion Toeschouwers: 1.000 Scheidsrechter: Niet bekend              | Samir Lagsir 35' Siemen Voet 66' Håkon Gangstad 88'        | Wedstrijdverslag |                                                          | Hauptmeijer ( 46' Schendelaar); Bajselmani ( 46' Chirino), Kersten ( 46' Van den Berg), Voet, Paal ( 46' De Wit), Van den Belt ( 81' Gangstad), Huiberts ( 60' Strieder), Landu ( 60' Westerman), Saymak ( 46' Reijnders), Clement, Lagsir                                                       |
| | Oefenwedstrijd 5                                                                                          | PEC Zwolle                                                 | 2 – 1 (1 – 0)    | SC Cambuur                                               | Opstelling PEC Zwolle: |
| 24 juli 2021 Aanvangstijd: 14.30 uur Plaats: Zwolle MAC³PARK stadion Scheidsrechter: Jannick van der Laan | 24 juli 2021 Aanvangstijd: 14.30 uur Plaats: Zwolle MAC³PARK stadion Scheidsrechter: Jannick van der Laan | Mustafa Saymak 35' Eliano Reijnders 78'                    | Wedstrijdverslag | 65' Robin Maulun                                         | Lamprou; Chirino, Van den Berg, Van Polen ( 46' Voet), De Wit ( 76' Gangstad), Van den Belt ( 66' Beelen), Strieder ( 46' Huiberts); Westerman ( 66' Lagsir), Reijnders, Saymak ( 46' Clement), Tedić ( 46' Landu)                                                                               |
| | Oefenwedstrijd 6                                                                                          | Fenerbahçe SK                                              | 2 – 2 (1 – 0)    | PEC Zwolle                                               | Opstelling PEC Zwolle: |
| 28 juli 2021 Aanvangstijd: 18.00 uur Plaats: Istanboel Atatürk Olympisch Stadion                          | 28 juli 2021 Aanvangstijd: 18.00 uur Plaats: Istanboel Atatürk Olympisch Stadion                          | Marcel Tisserand 45' Enner Valencia 48'                    | Wedstrijdverslag | 68' Mustafa Saymak 81' Chardi Landu                      | Lamprou, Bajselmani ( 46' Voet), Van Polen ( 77' Chirino), Kersten ( 77' Van den Berg), Paal ( 60' De Wit), Strieder ( 60' Van den Belt), Huiberts, Saymak ( 77' Westerman), Kastaneer ( 32' Landu), Tedić, Clement ( 60' Reijnders)                                                             |
| | Oefenwedstrijd 7                                                                                          | PEC Zwolle                                                 | 0 – 2 (0 – 1)    | sc Heerenveen                                            | Opstelling PEC Zwolle: |
| 31 juli 2021 Plaats: Zwolle MAC³PARK stadion Toeschouwers: 3.000                                          | 31 juli 2021 Plaats: Zwolle MAC³PARK stadion Toeschouwers: 3.000                                          |                                                            | Wedstrijdverslag | 10' Joey Veerman 84' Siem de Jong                        | Hauptmeijer, Van Polen, Van den Berg, Voet, De Wit ( 62' Huiberts), Paal, Van den Belt ( 62' Strieder), De Wit, Clement ( 73' Lagsir), Reijnders ( 79' Westerman), Kastaneer ( 46' Landu), Tedić                                                                                                 |
| | Oefenwedstrijd 8                                                                                          | Heracles Almelo                                            | 3 – 1 (1 – 1)    | PEC Zwolle                                               | Opstelling PEC Zwolle: |
| 7 augustus 2021 Plaats: Almelo Erve Asito                                                                 | 7 augustus 2021 Plaats: Almelo Erve Asito                                                                 | Delano Burgzorg 20' Nikolai Laursen 66' Mohamed Amissi 75' | Wedstrijdverslag | 26' Slobodan Tedić                                       | Lamprou, Pabai ( 46' Voet), Van Polen, Kersten, Paal ( 46' De Wit), Strieder ( 46' Van den Belt), Huiberts ( 73' Landu), Saymak ( 46' Reijnders), Kastaneer, Tedić, Clement |
| | Oefenwedstrijd 9                                                                                          | Rot-Weiss Essen                                            | 1 – 3 (1 – 3)    | PEC Zwolle                                               | Opstelling PEC Zwolle: |
| 2 september 2021 Plaats: Essen Stadion Essen                                                              | 2 september 2021 Plaats: Essen Stadion Essen                                                              | Zlatko Janjić 9'                                           | Wedstrijdverslag | 5' (pen.) Bram van Polen 7' Sam Kersten 33' Chardi Landu | Lamprou ( 46' Hauptmeijer), Van Polen ( 46' Pabai), Kersten, Voet, De Wit ( 85' Chirino); Strieder, Van den Belt ( 68' Caschilli), Paal, Mbinga ( 68' Beelen), Landu ( 68' Leito), Kastaneer |
| | Oefenwedstrijd 10                                                                                         | NAC Breda                                                  | 2 – 4 (2 – 4)    | PEC Zwolle                                               | Opstelling PEC Zwolle: |
| 11 november 2021 Plaats: Zundert Trainingscentrum NAC Breda                                               | 11 november 2021 Plaats: Zundert Trainingscentrum NAC Breda                                               | Kaj de Rooij 36' Milan Vanacker 70'                        | Wedstrijdverslag | 18', 34' Mees de Wit 19', 32' Gervane Kastaneer          | Hauptmeijer, Van Polen ( 46' Vermaning), Voet, Paal, Saymak ( 46' Reijnders), Kastaneer ( 62' Van den Heerik), Huiberts ( 64' Mbinga), Adzic ( 66' Westerman), Strieder ( 46' Koolwijk), Van den Belt, De Wit                                                                                    |
| | Oefenwedstrijd 11                                                                                         | Hannover 96                                                | Afgelast         | PEC Zwolle                                               | Opstelling PEC Zwolle: |
| 7 januari 2022 Plaats: Hannover Eilenriedestadion                                                         | |                                                            |                  |                                                          | |
| | Oefenwedstrijd 12                                                                                         | Feyenoord                                                  | 3 – 1 (2 – 1)    | PEC Zwolle                                               | Opstelling PEC Zwolle: |
| 8 januari 2022 Plaats: Rotterdam Varkenoord                                                               | 8 januari 2022 Plaats: Rotterdam Varkenoord                                                               | Orkun Kökçü 24', 42' Delano Ladan 76'                      |                  | 39' Yuta Nakayama                                        | Niet bekend |
| | Oefenwedstrijd 13                                                                                         | Werder Bremen                                              | 0 – 1 (0 – 1)    | PEC Zwolle                                               | Opstelling PEC Zwolle: |
| 27 januari 2022 Plaats: Bremen Weserstadion Platz 11                                                      | 27 januari 2022 Plaats: Bremen Weserstadion Platz 11                                                      |                                                            | Wedstrijdverslag | 23' Thomas van den Belt                                  | Schendelaar ( 46' Hauptmeijer), Voet ( 46' Klooster), Van Wermeskerken ( 46' Van Enk), Van den Berg ( 46' Vermaning), Caschili ( 46' Van der Haar), Saymak ( 46' De Wit), Clement ( 46' Mbinga), Van den Belt ( 46' Huiberts), Kastaneer ( 46' Landu), Redan ( 46' Tedic), Darfalou ( 46' Adzic) |
| | Oefenwedstrijd 14                                                                                         | sc Heerenveen                                              | 1 – 0 (1 – 0)    | PEC Zwolle                                               | Opstelling PEC Zwolle: |
| 24 maart 2022 Plaats: Heerenveen Abe Lenstra Stadion                                                      | 24 maart 2022 Plaats: Heerenveen Abe Lenstra Stadion                                                      | Sydney van Hooijdonk 35'                                   | Wedstrijdverslag |                                                          | Hauptmeijer, Voet, Paal ( 46' De Wit), Kastaneer ( 62' Clement), Adzic ( 62' Landu), Strieder ( 62' Van der Haar), Anderson ( 46' Van Wermeskerken), De Waal ( 62' Chirino), Reijnders ( 62' Sion), Vermaning ( 46' Van den Belt) en Van den Berg ( 46' Beelen)                                  |
| | Oefenwedstrijd 15                                                                                         | PEC Zwolle                                                 | 1 – 1 (1 – 1)    | FC Twente                                                | Opstelling PEC Zwolle: |
| 14 april 2022 Plaats: Zwolle MAC³PARK stadion                                                             | 14 april 2022 Plaats: Zwolle MAC³PARK stadion                                                             | Max de Waal 26'                                            | Wedstrijdverslag | 6' Manfred Ugalde                                        | Schendelaar, Voet ( 63' Vermaning), Tedic ( 46' Landu), Strieder ( 63' Klooster), Gangstad ( 46' Olde Weghuis), Chirino ( 46' Mbinga), De Waal ( 46' Adzic), Sion ( 46' Van Gilst), Van der Werff ( 46' Beelen), Van Wermeskerken ( 46' Reijnders) en Koolwijk ( 46' Caschili)                   |

### Eredivisie
| | 1e speelronde | PEC Zwolle | 0 – 1 (0 – 1)    | Vitesse | Opstelling PEC Zwolle: |
| 15 augustus 2021 Aanvangstijd: 14.30 uur Plaats: Zwolle MAC³PARK stadion Toeschouwers: 9.000 Scheidsrechter: Richard Martens Video-assistent: Siemen Mulder               | 15 augustus 2021 Aanvangstijd: 14.30 uur Plaats: Zwolle MAC³PARK stadion Toeschouwers: 9.000 Scheidsrechter: Richard Martens Video-assistent: Siemen Mulder               | | Wedstrijdverslag | 20' Nikolai Baden Frederiksen 31' Matúš Bero 72' Thomas Buitink                                                          | Lamprou, De Wit, Kersten, Van Polen, Paal, Strieder ( 54' Van den Belt), Saymak ( 66' Reijnders), Huiberts ( 87' Voet), Kastaneer ( 66' Landu), Tedić, Clement                                                          |
| | 2e speelronde | N.E.C. | 2 – 0 (2 – 0)    | PEC Zwolle | Opstelling PEC Zwolle: |
| 20 augustus 2021 Aanvangstijd: 20.00 uur Plaats: Nijmegen Goffertstadion Toeschouwers: 8.500 Scheidsrechter: Sander van der Eijk Video-assistent: Luca Cantineau          | 20 augustus 2021 Aanvangstijd: 20.00 uur Plaats: Nijmegen Goffertstadion Toeschouwers: 8.500 Scheidsrechter: Sander van der Eijk Video-assistent: Luca Cantineau          | Ali Akman 4' Mikkel Duelund 18' Jonathan Okita 36' 41' Bart van Rooij 54' Souffian El Karouani 73'                          | Wedstrijdverslag | 53' Pelle Clement 82' Eliano Reijnders 85' Thomas van den Belt , 88' Sam Kersten                                         | Lamprou, De Wit, Kersten, Van Polen, Paal, Strieder ( 72' Landu), Saymak ( 19' Van den Belt), Huiberts ( 83' Van den Berg), Kastaneer ( 72' Reijnders), Tedić, Clement                                                  |
| | 3e speelronde | Willem II | 1 – 0 (0 – 0)    | PEC Zwolle | Opstelling PEC Zwolle: |
| 28 augustus 2021 Aanvangstijd: 21.00 uur Plaats: Tilburg Koning Willem II Stadion Toeschouwers: 9.352 Scheidsrechter: Ingmar Oostrom Video-assistent: Sander van der Eijk | 28 augustus 2021 Aanvangstijd: 21.00 uur Plaats: Tilburg Koning Willem II Stadion Toeschouwers: 9.352 Scheidsrechter: Ingmar Oostrom Video-assistent: Sander van der Eijk | Görkem Sağlam 53' | Wedstrijdverslag | | Lamprou, Van Polen, Voet, Van den Berg, De Wit, Reijnders ( 81' Kastaneer), Nakayama, Van den Belt, Clement ( 23' Landu), Tedić, Paal ( 69' Lagsir)                                                                     |
| | 4e speelronde | PEC Zwolle | 0 – 2 (0 – 1)    | Ajax | Opstelling PEC Zwolle: |
| 11 september 2021 Aanvangstijd: 18.45 uur Plaats: Zwolle MAC³PARK stadion Toeschouwers: 9.000 Scheidsrechter: Jeroen Manschot Video-assistent: Bas Nijhuis                | 11 september 2021 Aanvangstijd: 18.45 uur Plaats: Zwolle MAC³PARK stadion Toeschouwers: 9.000 Scheidsrechter: Jeroen Manschot Video-assistent: Bas Nijhuis                | Daishawn Redan 49' | Wedstrijdverslag | 26' Antony 29', 67' Sébastien Haller 51' Ryan Gravenberch 78' Noussair Mazraoui                                          | Lamprou, Van Polen, Kersten, Voet, De Wit, Van den Belt, Strieder, Reijnders ( 68' Mbinga), Paal, Tedić ( 68' Kastaneer), Redan ( 68' Landu)                                                                            |
| | 5e speelronde | Go Ahead Eagles | 1 – 0 (0 – 0)    | PEC Zwolle | Opstelling PEC Zwolle: |
| 19 september 2021 Aanvangstijd: 12.15 uur Plaats: Deventer De Adelaarshorst Toeschouwers: 6.600 Scheidsrechter: Kevin Blom Video-assistent: Jochem Kamphuis               | 19 september 2021 Aanvangstijd: 12.15 uur Plaats: Deventer De Adelaarshorst Toeschouwers: 6.600 Scheidsrechter: Kevin Blom Video-assistent: Jochem Kamphuis               | Bas Kuipers 66' Giannis Fivos Botos 77'                                                                                     | Wedstrijdverslag | 29' Elikia Mbinga 49' Sam Kersten                                                                                        | Lamprou, Nakayama, Voet, Kersten, Van Polen, Strieder ( 82' Koolwijk), Van den Belt ( 82' Reijnders), Landu, Mbinga ( 46' Huiberts), Paal ( 46' Redan), Tedić ( 74' Kastaneer)                                          |
| | 6e speelronde | PEC Zwolle | 1 – 1 (1 – 1)    | Sparta Rotterdam | Opstelling PEC Zwolle: |
| 22 september 2021 Aanvangstijd: 20.00 uur Plaats: Zwolle MAC³PARK stadion Toeschouwers: 9.000 Scheidsrechter: Martin Pérez Video-assistent: Ingmar Oostrom                | 22 september 2021 Aanvangstijd: 20.00 uur Plaats: Zwolle MAC³PARK stadion Toeschouwers: 9.000 Scheidsrechter: Martin Pérez Video-assistent: Ingmar Oostrom                | Daishawn Redan 8' Dean Huiberts 55'                                                                                         | Wedstrijdverslag | 2' Vito van Crooy 81' Brian Smeets 88' Kenzo Goudmijn                                                                    | Lamprou, Pabai ( 88' Paal), Van Polen, Voet, Nakayama, Van den Belt, Strieder ( 46' Reijnders), Redan ( 72' Fernandes), Huiberts, Kastaneer ( 72' Landu), Tedić                                                         |
| | 7e speelronde | FC Utrecht | 5 – 1 (1 – 0)    | PEC Zwolle | Opstelling PEC Zwolle: |
| 26 september 2021 Aanvangstijd: 16.45 uur Plaats: Utrecht Stadion Galgenwaard Toeschouwers: 19.451 Scheidsrechter: Allard Lindhout Video-assistent: Robin Hensgens        | 26 september 2021 Aanvangstijd: 16.45 uur Plaats: Utrecht Stadion Galgenwaard Toeschouwers: 19.451 Scheidsrechter: Allard Lindhout Video-assistent: Robin Hensgens        | Anastasios Douvikas 11' (pen.) Moussa Sylla 59' Bart Ramselaar 65' (pen.) Mimoun Mahi 66' Willem Janssen 86'                | Wedstrijdverslag | 64' Rico Strieder 75' Mustafa Saymak                                                                                     | Lamprou, Pabai, Van Polen, Voet, Nakayama, Van den Belt ( 60' Saymak), Strieder, Redan ( 73' Paal), Huiberts ( 73' Koolwijk), Kastaneer ( 60' Fernandes), Tedić                                                         |
| | 8e speelronde | PEC Zwolle | 0 – 1 (0 – 0)    | sc Heerenveen | Opstelling PEC Zwolle: |
| 2 oktober 2021 Aanvangstijd: 20.00 uur Plaats: Zwolle MAC³PARK stadion Toeschouwers: 13.655 Scheidsrechter: Dennis Higler Video-assistent: Alex Bos                       | 2 oktober 2021 Aanvangstijd: 20.00 uur Plaats: Zwolle MAC³PARK stadion Toeschouwers: 13.655 Scheidsrechter: Dennis Higler Video-assistent: Alex Bos                       | Slobodan Tedić 42' Yuta Nakayama 45'                                                                                        | Wedstrijdverslag | 53' Arjen van der Heide 63' (e.d.) Bram van Polen                                                                        | Lamprou, Pabai ( 87' Koolwijk), Van Polen, Kersten, Nakayama, Strieder, Redan ( 71' Landu), Huiberts, Saymak ( 71' Fernandes), Kastaneer ( 76' Adžić), Tedić                                                            |
| | 9e speelronde | PSV | 3 – 1 (0 – 1)    | PEC Zwolle | Opstelling PEC Zwolle: |
| 16 oktober 2021 Aanvangstijd: 21.00 uur Plaats: Eindhoven Philips Stadion Toeschouwers: 30.500 Scheidsrechter: Joey Kooij Video-assistent: Bas Nijhuis                    | 16 oktober 2021 Aanvangstijd: 21.00 uur Plaats: Eindhoven Philips Stadion Toeschouwers: 30.500 Scheidsrechter: Joey Kooij Video-assistent: Bas Nijhuis                    | André Ramalho 84' Cody Gakpo 86' Olivier Boscagli 76' 89'                                                                   | Wedstrijdverslag | 3' Daishawn Redan 53' Mark Pabai 76' Slobodan Tedić 77' Mees de Wit                                                      | Lamprou, Pabai, Kersten, Van Polen, Nakayama, Huiberts ( 74' Van den Belt), Strieder, Saymak ( 62' De Wit), Adžić ( 62' Tedić), Paal ( 88' Kastaneer), Redan ( 62' Koolwijk)                                            |
| | 10e speelronde | PEC Zwolle | 1 – 0 (0 – 0)    | Heracles Almelo | Opstelling PEC Zwolle: |
| 23 oktober 2021 Aanvangstijd: 20.00 uur Plaats: Zwolle MAC³PARK stadion Toeschouwers: 13.026 Scheidsrechter: Marc Nagtegaal Video-assistent: Ingmar Oostrom               | 23 oktober 2021 Aanvangstijd: 20.00 uur Plaats: Zwolle MAC³PARK stadion Toeschouwers: 13.026 Scheidsrechter: Marc Nagtegaal Video-assistent: Ingmar Oostrom               | Rai Vloet 73' (pen.) 90+9'                                                                                                  | Wedstrijdverslag | 90+2' (pen.) Bram van Polen                                                                                              | Lamprou, Pabai, Kersten, Van Polen, Nakayama, Saymak, Strieder ( 60' Koolwijk), Huiberts ( 90+3' Van den Belt), Kastaneer, Adžić ( 73' De Wit), Redan                                                                   |
| | 11e speelronde | AZ | 3 – 2 (2 – 2)    | PEC Zwolle | Opstelling PEC Zwolle: |
| 30 oktober 2021 Aanvangstijd: 21.00 uur Plaats: Alkmaar AFAS Stadion Toeschouwers: 15.328 Scheidsrechter: Serdar Gözübüyük Video-assistent: Jannick van der Laan          | 30 oktober 2021 Aanvangstijd: 21.00 uur Plaats: Alkmaar AFAS Stadion Toeschouwers: 15.328 Scheidsrechter: Serdar Gözübüyük Video-assistent: Jannick van der Laan          | Dani de Wit 14' Vangelis Pavlidis 38', 52' Fredrik Midtsjø 39' Yukinari Sugawara 65'                                        | Wedstrijdverslag | 5', 13' 55' Mees de Wit 59' Dean Huiberts 83' Bram van Polen                                                             | Lamprou, Pabai ( 86' Van den Berg), Kersten, Van Polen, Nakayama ( 78' Reijnders), Saymak ( 62' Paal), Van den Belt ( 78' Koolwijk), Huiberts, Kastaneer ( 61' Tedić), De Wit, Redan                                    |
| | 12e speelronde | PEC Zwolle | 1 – 2 (0 – 1)    | SC Cambuur | Opstelling PEC Zwolle: |
| 6 november 2021 Aanvangstijd: 21.00 uur Plaats: Zwolle MAC³PARK stadion Toeschouwers: 13.098 Scheidsrechter: Sander van der Eijk Video-assistent: Pol van Boekel          | 6 november 2021 Aanvangstijd: 21.00 uur Plaats: Zwolle MAC³PARK stadion Toeschouwers: 13.098 Scheidsrechter: Sander van der Eijk Video-assistent: Pol van Boekel          | Mustafa Saymak 36' Sam Kersten 39' Siemen Voet 47' Mees de Wit 55' Rico Strieder 61' Dean Huiberts 79' Bram van Polen 90+7' | Wedstrijdverslag | 22' Mees Hoedemakers 39' Issa Kallon 48' 87' Robin Maulun 89' Roberts Uldriķis                                           | Lamprou, Pabai ( 46' Voet), Kersten ( 69' Van den Belt), Van Polen, Paal, Saymak ( 58' Tedić), Strieder ( 81' Koolwijk), Huiberts, Kastaneer ( 58' Adžić), De Wit, Redan                                                |
| | 13e speelronde | Feyenoord | 4 – 0 (4 – 0)    | PEC Zwolle | Opstelling PEC Zwolle: |
| 21 november 2021 Aanvangstijd: 14.30 uur Plaats: Rotterdam Stadion Feijenoord Toeschouwers: 0 Scheidsrechter: Martin van den Kerkhof Video-assistent: Jochem Kamphuis     | 21 november 2021 Aanvangstijd: 14.30 uur Plaats: Rotterdam Stadion Feijenoord Toeschouwers: 0 Scheidsrechter: Martin van den Kerkhof Video-assistent: Jochem Kamphuis     | Bryan Linssen 6', 31' Luis Sinisterra 9' Guus Til 35'                                                                       | Wedstrijdverslag | | Lamprou, Van den Berg, Kersten, Nakayama, De Wit, Saymak ( 61' Van den Belt), Strieder, Huiberts ( 46' Reijnders), Paal, Tedić ( 46' Pabai), Adžić ( 61' Kastaneer)                                                     |
| | 14e speelronde | PEC Zwolle | 0 – 0            | RKC Waalwijk | Opstelling PEC Zwolle: |
| 27 november 2021 Aanvangstijd: 20.00 uur Plaats: Zwolle MAC³PARK stadion Toeschouwers: 0 Scheidsrechter: Joey Kooij Video-assistent: Robin Gansner                        | 27 november 2021 Aanvangstijd: 20.00 uur Plaats: Zwolle MAC³PARK stadion Toeschouwers: 0 Scheidsrechter: Joey Kooij Video-assistent: Robin Gansner                        | Sam Kersten 22' Daishawn Redan 61' (pen.)                                                                                   | Wedstrijdverslag | 23' Michiel Kramer 59' Ahmed Touba                                                                                       | Lamprou, Voet, Nakayama, Kersten, Paal ( 15' Adžić), Strieder, Saymak ( 88' Van den Belt), Reijnders, De Wit, Huiberts, Redan ( 72' Kastaneer)                                                                          |
| | 15e speelronde | FC Groningen | 1 – 1 (0 – 1)    | PEC Zwolle | Opstelling PEC Zwolle: |
| 3 december 2021 Aanvangstijd: 20.00 uur Plaats: Groningen Euroborg Toeschouwers: 0 Scheidsrechter: Richard Martens Video-assistent: Allard Lindhout                       | 3 december 2021 Aanvangstijd: 20.00 uur Plaats: Groningen Euroborg Toeschouwers: 0 Scheidsrechter: Richard Martens Video-assistent: Allard Lindhout                       | Neraysho Kasanwirjo 62' Thomas van den Belt 75' (e.d.)                                                                      | Wedstrijdverslag | 14' Mees de Wit 29' Gervane Kastaneer 57' Eliano Reijnders 89' Yuta Nakayama                                             | Lamprou, Voet, Nakayama, Kersten, De Wit, Strieder, Van den Belt ( 81' Tedić), Reijnders, Huiberts, Adžić ( 73' Lagsir), Kastaneer ( 81' Mbinga)                                                                        |
| | 16e speelronde | PEC Zwolle | 0 – 1 (0 – 0)    | Fortuna Sittard | Opstelling PEC Zwolle: |
| 11 december 2021 Aanvangstijd: 21.00 uur Plaats: Zwolle MAC³PARK stadion Toeschouwers: 0 Scheidsrechter: Edwin van de Graaf Video-assistent: Alex Bos                     | 11 december 2021 Aanvangstijd: 21.00 uur Plaats: Zwolle MAC³PARK stadion Toeschouwers: 0 Scheidsrechter: Edwin van de Graaf Video-assistent: Alex Bos                     | Gervane Kastaneer 20' Yuta Nakayama 48'                                                                                     | Wedstrijdverslag | 59' 63' Nigel Lonwijk 88' Ivo Pinto                                                                                      | Lamprou, Kersten ( 85' Van den Berg), Nakayama, Voet, Reijnders, Van den Belt ( 85' Landu), Strieder ( 73' Lagsir), De Wit, Huiberts ( 26' Pabai), Kastaneer, Adžić ( 73' Tedić)                                        |
| | 17e speelronde | PEC Zwolle | 1 – 3 (0 – 2)    | FC Twente | Opstelling PEC Zwolle: |
| 18 december 2021 Aanvangstijd: 21.00 uur Plaats: Zwolle MAC³PARK stadion Toeschouwers: 0 Scheidsrechter: Alex Bos Video-assistent: Danny Makkelie                         | 18 december 2021 Aanvangstijd: 21.00 uur Plaats: Zwolle MAC³PARK stadion Toeschouwers: 0 Scheidsrechter: Alex Bos Video-assistent: Danny Makkelie                         | Samir Lagsir 89' | Wedstrijdverslag | 15' Dimitris Limnios 39' Manfred Ugalde 52' Virgil Misidjan                                                              | Lamprou, Van den Berg, Nakayama, Voet, Van Polen ( 56' Saymak), Reijnders, Van den Belt ( 81' Caschili), Strieder ( 65' Koolwijk), De Wit, Tedić ( 81' Kastaneer), Adžić ( 65' Lagsir)                                  |
| | 18e speelronde | Vitesse | 1 – 0 (0 – 0)    | PEC Zwolle | Opstelling PEC Zwolle: |
| 21 december 2021 Aanvangstijd: 18.45 uur Plaats: Arnhem GelreDome Toeschouwers: 0 Scheidsrechter: Pol van Boekel Video-assistent: Dennis Higler                           | 21 december 2021 Aanvangstijd: 18.45 uur Plaats: Arnhem GelreDome Toeschouwers: 0 Scheidsrechter: Pol van Boekel Video-assistent: Dennis Higler                           | Riechedly Bazoer 9' Lois Openda 47' Nikolai Baden Frederiksen 50' Patrick Vroegh 81'                                        | Wedstrijdverslag | 6' Siemen Voet 55' Mustafa Saymak 61' Thomas van den Belt                                                                | Lamprou, Van Polen ( 68' Van den Berg), Nakayama, Voet, Reijnders, Van den Belt ( 84' Kastaneer), Strieder ( 68' Mbinga), De Wit, Saymak ( 68' Clement), Tedić, Adžić ( 82' Lagsir)                                     |
| | 19e speelronde | PEC Zwolle | 2 – 0 (1 – 0)    | Willem II | Opstelling PEC Zwolle: |
| 14 januari 2022 Aanvangstijd: 20.00 uur Plaats: Zwolle MAC³PARK stadion Toeschouwers: 0 Scheidsrechter: Jeroen Manschot Video-assistent: Erwin Blank                      | 14 januari 2022 Aanvangstijd: 20.00 uur Plaats: Zwolle MAC³PARK stadion Toeschouwers: 0 Scheidsrechter: Jeroen Manschot Video-assistent: Erwin Blank                      | Thomas van den Belt 25', 78' 53' Rico Strieder 62'                                                                          | Wedstrijdverslag | 69' Ché Nunnely | Lamprou, Voet, Nakayama, Van Polen, De Wit, Van den Belt, Strieder ( 81' Paal), Reijnders, Saymak ( 81' Mbinga), Kastaneer ( 81' Redan), Darfalou                                                                       |
| | 20e speelronde | sc Heerenveen | 0 – 1 (0 – 1)    | PEC Zwolle | Opstelling PEC Zwolle: |
| 22 januari 2022 Aanvangstijd: 20.00 uur Plaats: Heerenveen Abe Lenstra Stadion Toeschouwers: 0 Scheidsrechter: Martin van den Kerkhof Video-assistent: Jochem Kamphuis    | 22 januari 2022 Aanvangstijd: 20.00 uur Plaats: Heerenveen Abe Lenstra Stadion Toeschouwers: 0 Scheidsrechter: Martin van den Kerkhof Video-assistent: Jochem Kamphuis    | | Wedstrijdverslag | 11' (pen.) Bram van Polen 58' Mustafa Saymak 86' Mees de Wit                                                             | Lamprou, Voet, Nakayama, Van Polen, De Wit, Van den Belt, Clement ( 67' Huiberts), Reijnders ( 61' Van Wermeskerken), Saymak ( 87' Van der Werff), Darfalou, Redan ( 61' Kastaneer)                                     |
| | 21e speelronde | PEC Zwolle | 1 – 1 (1 – 1)    | N.E.C. | Opstelling PEC Zwolle: |
| 5 februari 2022 Aanvangstijd: 20.00 uur Plaats: Zwolle MAC³PARK stadion Toeschouwers: 4.500 Scheidsrechter: Jannick van der Laan Video-assistent: Luca Cantineau          | 5 februari 2022 Aanvangstijd: 20.00 uur Plaats: Zwolle MAC³PARK stadion Toeschouwers: 4.500 Scheidsrechter: Jannick van der Laan Video-assistent: Luca Cantineau          | Yuta Nakayama 8' Daishawn Redan 27' Siemen Voet 69' Sai van Wermeskerken 85'                                                | Wedstrijdverslag | 26' Jordy Bruijn 42' Javier Vet 72' Calvin Verdonk                                                                       | Lamprou, Voet, Nakayama, Van Polen, Anderson ( 77' Van Wermeskerken), Clement ( 81' Huiberts), Van den Belt, Saymak ( 81' De Waal), Reijnders ( 89' Van den Berg), Darfalou ( 89' Strieder), Redan ( 76' Van der Werff) |
| | 22e speelronde | SC Cambuur | 3 – 4 (2 – 2)    | PEC Zwolle | Opstelling PEC Zwolle: |
| 12 februari 2022 Aanvangstijd: 21.00 uur Plaats: Leeuwarden Cambuurstadion Toeschouwers: 3.300 Scheidsrechter: Ingmar Oostrom Video-assistent: Danny Makkelie             | 12 februari 2022 Aanvangstijd: 21.00 uur Plaats: Leeuwarden Cambuurstadion Toeschouwers: 3.300 Scheidsrechter: Ingmar Oostrom Video-assistent: Danny Makkelie             | Robin Maulun 9' (pen.) Kostas Lamprou 43' (e.d.) David Sambissa 78'                                                         | Wedstrijdverslag | 3' Oussama Darfalou 6' Mees de Wit 56' Daishawn Redan 66' Bram van Polen                                                 | Lamprou, Van der Werff ( 57' Anderson), Nakayama, Van Polen, De Wit, Clement, Saymak ( 57' Strieder), Huiberts ( 62' Van den Berg), Reijnders, Redan, Darfalou ( 76' De Waal)                                           |
| | 23e speelronde | PEC Zwolle | 1 – 1 (0 – 1)    | FC Groningen | Opstelling PEC Zwolle: |
| 20 februari 2022 Aanvangstijd: 12.15 uur Plaats: Zwolle MAC³PARK stadion Toeschouwers: 13.260 Scheidsrechter: Jeroen Manschot Video-assistent: Martin Pérez               | 20 februari 2022 Aanvangstijd: 12.15 uur Plaats: Zwolle MAC³PARK stadion Toeschouwers: 13.260 Scheidsrechter: Jeroen Manschot Video-assistent: Martin Pérez               | Rico Strieder 35' Mees de Wit 65' Mustafa Saymak 89' Yuta Nakayama 90+4'                                                    | Wedstrijdverslag | 36' Laros Duarte 42' Paulos Abraham 45+2' Bart van Hintum 88' Jørgen Strand Larsen 90+1' Marin Šverko 90+2' Yahya Kalley | Lamprou, Van der Werff ( 56' Paal), Nakayama, Van Polen, De Wit, Clement ( 84' Tedić), Strieder ( 56' Saymak), Anderson ( 56' De Waal), Reijnders ( 84' Adžić), Redan, Darfalou                                         |
| | 24e speelronde | Heracles Almelo | 2 – 0 (1 – 0)    | PEC Zwolle | Opstelling PEC Zwolle: |
| 26 februari 2022 Aanvangstijd: 16.30 uur Plaats: Almelo Erve Asito Toeschouwers: 6.788 Scheidsrechter: Allard Lindhout Video-assistent: Siemen Mulder                     | 26 februari 2022 Aanvangstijd: 16.30 uur Plaats: Almelo Erve Asito Toeschouwers: 6.788 Scheidsrechter: Allard Lindhout Video-assistent: Siemen Mulder                     | Luca de la Torre 19' Sinan Bakış 55'                                                                                        | Wedstrijdverslag | | Lamprou, Voet ( 46' Van der Werff), Nakayama, Van Polen, Paal, Clement ( 71' Adžić), Van den Belt ( 59' De Waal), Saymak ( 46' Anderson), Reijnders ( 71' Kastaneer), Redan, Darfalou                                   |
| | 25e speelronde | Fortuna Sittard | 0 – 1 (0 – 0)    | PEC Zwolle | Opstelling PEC Zwolle: |
| 6 maart 2022 Aanvangstijd: 20.00 uur Plaats: Sittard Fortuna Sittard Stadion Toeschouwers: 8.279 Scheidsrechter: Serdar Gözübüyük Video-assistent: Martin van den Kerkhof | 6 maart 2022 Aanvangstijd: 20.00 uur Plaats: Sittard Fortuna Sittard Stadion Toeschouwers: 8.279 Scheidsrechter: Serdar Gözübüyük Video-assistent: Martin van den Kerkhof | Zian Flemming 82' | Wedstrijdverslag | 42' Mees de Wit 77' Oussama Darfalou 83' Gervane Kastaneer                                                               | Lamprou, Van der Werff, Nakayama, Van Polen, De Wit, Clement ( 73' Van Wermeskerken), Van den Belt ( 90+4' Voet), Saymak ( 73' Paal), Anderson ( 73' Kastaneer), Redan ( 89' Strieder), Darfalou                        |
| | 26e speelronde | PEC Zwolle | 1 – 2 (1 – 0)    | Feyenoord | Opstelling PEC Zwolle: |
| 13 maart 2022 Aanvangstijd: 16.45 uur Plaats: Zwolle MAC³PARK stadion Toeschouwers: 14.000 Scheidsrechter: Martin van den Kerkhof Video-assistent: Joey Kooij             | 13 maart 2022 Aanvangstijd: 16.45 uur Plaats: Zwolle MAC³PARK stadion Toeschouwers: 14.000 Scheidsrechter: Martin van den Kerkhof Video-assistent: Joey Kooij             | Thomas van den Belt 14' Bram van Polen 45+2' Maikel van der Werff 71' Yuta Nakayama 75'                                     | Wedstrijdverslag | 53' Orkun Kökçü 67' Luis Sinisterra 77' Cyriel Dessers                                                                   | Lamprou, Van der Werff ( 85' De Waal), Nakayama, Van Polen, De Wit, Clement ( 80' Tedić), Van den Belt ( 85' Adžić), Saymak, Anderson ( 80' Kastaneer), Redan, Darfalou ( 31' Paal)                                     |
| | 27e speelronde | FC Twente | 1 – 0 (1 – 0)    | PEC Zwolle | Opstelling PEC Zwolle: |
| 19 maart 2022 Aanvangstijd: 20.00 uur Plaats: Enschede De Grolsch Veste Toeschouwers: 28.000 Scheidsrechter: Edwin van de Graaf Video-assistent: Sander van der Eijk      | 19 maart 2022 Aanvangstijd: 20.00 uur Plaats: Enschede De Grolsch Veste Toeschouwers: 28.000 Scheidsrechter: Edwin van de Graaf Video-assistent: Sander van der Eijk      | Daan Rots 19' | Wedstrijdverslag | 46' Thomas van den Belt 53' Kenneth Paal                                                                                 | Lamprou, Van der Werff ( 59' Tedić), Van Polen, Anderson, De Wit, Saymak ( 44' Kastaneer), Paal, Van den Belt ( 59' De Waal), Van Wermeskerken ( 90' Reijnders), Clement ( 59' Adžić), Redan                            |
| | 28e speelronde | PEC Zwolle | 0 – 1 (0 – 0)    | Go Ahead Eagles | Opstelling PEC Zwolle: |
| 3 april 2022 Aanvangstijd: 12.15 uur Plaats: Zwolle MAC³PARK stadion Toeschouwers: 14.000 Scheidsrechter: Danny Makkelie Video-assistent: Richard Martens                 | 3 april 2022 Aanvangstijd: 12.15 uur Plaats: Zwolle MAC³PARK stadion Toeschouwers: 14.000 Scheidsrechter: Danny Makkelie Video-assistent: Richard Martens                 | | Wedstrijdverslag | 90+3' Philippe Rommens                                                                                                   | Lamprou, Van der Werff ( 64' Tedić), Nakayama, Van Polen, De Wit, Paal, Van Wermeskerken ( 87' Reijnders), Anderson ( 64' Kastaneer), Clement ( 64' Adžić), Darfalou, Redan                                             |
| | 29e speelronde | PEC Zwolle | 2 – 1 (0 – 0)    | AZ | Opstelling PEC Zwolle: |
| 10 april 2022 Aanvangstijd: 20.00 uur Plaats: Zwolle MAC³PARK stadion Toeschouwers: 12.876 Scheidsrechter: Allard Lindhout Video-assistent: Sam Dröge                     | 10 april 2022 Aanvangstijd: 20.00 uur Plaats: Zwolle MAC³PARK stadion Toeschouwers: 12.876 Scheidsrechter: Allard Lindhout Video-assistent: Sam Dröge                     | Gervane Kastaneer 51' Daishawn Redan 86'                                                                                    | Wedstrijdverslag | 81' Vangelis Pavlidis 89' Owen Wijndal                                                                                   | Lamprou, De Wit, Nakayama, Van Polen, Paal, Van den Belt ( 90' Van Wermeskerken), Clement ( 77' Strieder), Anderson, Redan, Darfalou ( 90' Van der Werff), Kastaneer                                                    |
| | 30e speelronde | RKC Waalwijk | 0 – 2 (0 – 1)    | PEC Zwolle | Opstelling PEC Zwolle: |
| 23 april 2022 Aanvangstijd: 20.00 uur Plaats: Waalwijk Mandemakers Stadion Toeschouwers: 5.236 Scheidsrechter: Jochem Kamphuis Video-assistent: Rob Dieperink             | 23 april 2022 Aanvangstijd: 20.00 uur Plaats: Waalwijk Mandemakers Stadion Toeschouwers: 5.236 Scheidsrechter: Jochem Kamphuis Video-assistent: Rob Dieperink             | Shawn Adewoye 41' Michiel Kramer 52'                                                                                        | Wedstrijdverslag | 16' Thomas van den Belt 50' (pen.) 71' Bram van Polen                                                                    | Lamprou, De Wit ( 51' Van Wermeskerken), Nakayama, Van Polen, Paal, Clement ( 87' Reijnders), Van den Belt, Anderson, Redan, Darfalou ( 56' Strieder), Kastaneer ( 87' Beelen)                                          |
| | 31e speelronde | Ajax | 3 – 0 (1 – 0)    | PEC Zwolle | Opstelling PEC Zwolle: |
| 30 april 2022 Aanvangstijd: 18.45 uur Plaats: Amsterdam Johan Cruijff ArenA Toeschouwers: 54.120 Scheidsrechter: Rob Dieperink Video-assistent: Allard Lindhout           | 30 april 2022 Aanvangstijd: 18.45 uur Plaats: Amsterdam Johan Cruijff ArenA Toeschouwers: 54.120 Scheidsrechter: Rob Dieperink Video-assistent: Allard Lindhout           | Dušan Tadić Davy Klaassen 51', 80'                                                                                          | Wedstrijdverslag | | Lamprou, De Wit, Nakayama, Van Polen, Paal ( 86' Strieder), Clement ( 86' Beelen), Van den Belt, Anderson, Landu ( 69' Van Gilst), Redan, Kastaneer ( 69' Van den Berg)                                                 |
| | 32e speelronde | PEC Zwolle | 1 – 1 (0 – 1)    | FC Utrecht | Opstelling PEC Zwolle: |
| 7 mei 2022 Aanvangstijd: 20.00 uur Plaats: Zwolle MAC³PARK stadion Toeschouwers: 14.000 Scheidsrechter: Pol van Boekel Video-assistent: Bas Nijhuis                       | 7 mei 2022 Aanvangstijd: 20.00 uur Plaats: Zwolle MAC³PARK stadion Toeschouwers: 14.000 Scheidsrechter: Pol van Boekel Video-assistent: Bas Nijhuis                       | Daishawn Redan 73' | Wedstrijdverslag | 29' Hidde ter Avest | Lamprou, De Wit, Nakayama, Van Polen, Paal, Clement, Van den Belt, Anderson, Landu ( 66' Tedić), Redan, Kastaneer |
| | 33e speelronde | Sparta Rotterdam | 2 – 0 (2 – 0)    | PEC Zwolle | Opstelling PEC Zwolle: |
| 11 mei 2022 Aanvangstijd: 20.00 uur Plaats: Rotterdam Het Kasteel Toeschouwers: 10.606 Scheidsrechter: Dennis Higler Video-assistent: Ingmar Oostrom                      | 11 mei 2022 Aanvangstijd: 20.00 uur Plaats: Rotterdam Het Kasteel Toeschouwers: 10.606 Scheidsrechter: Dennis Higler Video-assistent: Ingmar Oostrom                      | Adil Auassar 3' Vito van Crooij 24' Dirk Abels 57' Lennart Thy 63'                                                          | Wedstrijdverslag | 57' Pelle Clement | Lamprou, De Wit, Nakayama, Van Polen, Paal, Clement, Van den Belt, Anderson ( 65' Adžić), Landu ( 46' Tedić), Redan, Kastaneer                                                                                          |
| | 34e speelronde | PEC Zwolle | 1 – 2 (1 – 1)    | PSV | Opstelling PEC Zwolle: |
| 15 mei 2022 Aanvangstijd: 14.30 uur Plaats: Zwolle MAC³PARK stadion Toeschouwers: 14.000 Scheidsrechter: Edwin van de Graaf Video-assistent: Erwin Blank                  | 15 mei 2022 Aanvangstijd: 14.30 uur Plaats: Zwolle MAC³PARK stadion Toeschouwers: 14.000 Scheidsrechter: Edwin van de Graaf Video-assistent: Erwin Blank                  | Gervane Kastaneer 15' Daishawn Redan 86'                                                                                    | Wedstrijdverslag | 11' Bruma 73' Richard Ledezma                                                                                            | Lamprou, De Wit ( 68' Van der Werff), Nakayama, Van Polen, Paal, Clement ( 56' De Waal), Van den Belt ( 56' Koolwijk), Beelen ( 68' Reijnders), Anderson, Kastaneer ( 60' Tedić), Redan                                 |

### KNVB beker
| 1e ronde | PEC Zwolle | 4 – 1 (1 – 0)    | De Graafschap                                                             | Opstelling PEC Zwolle: |
| 26 oktober 2021 Aanvangstijd: 20.00 uur Plaats: Zwolle MAC³PARK stadion Toeschouwers: 9.128 Scheidsrechter: Pol van Boekel | Rico Strieder 32' Yuta Nakayama 42' Mustafa Saymak 52' Gervane Kastaneer 54' Dean Huiberts 45+1' 62' Leandro Fernandes 90+3' | Wedstrijdverslag | 81' (pen.) Joey Konings                                                   | Lamprou, Pabai, Kersten ( 46' Van den Berg), Van Polen, Nakayama, Strieder ( 46' Van den Belt), Huiberts, Saymak ( 70' Reijnders), Kastaneer ( 84' Fernandes), Adžić ( 73' De Wit), Redan |
| 2e ronde | PEC Zwolle | 4 – 0 (2 – 0)    | MVV Maastricht                                                            | Opstelling PEC Zwolle: |
| 14 december 2021 Aanvangstijd: 18.00 uur Plaats: Zwolle MAC³PARK stadion Toeschouwers: 0 Scheidsrechter: Erwin Blank       | Siemen Voet 14' Rav van den Berg 20' Thomas van den Belt 55' Luka Adžić 62' Slobodan Tedić 70'                               | Wedstrijdverslag | 79' Marciano Aziz                                                         | Lamprou, Nakayama ( 60' Van Polen), Van den Berg, Voet, De Wit ( 60' Pabai), Koolwijk ( 60' Saymak), Van den Belt ( 73' Mbinga), Reijnders, Lagsir, Tedić, Adžić ( 69' Caschili)          |
| Achtste finale | NAC Breda | 2 – 1 (1 – 1)    | PEC Zwolle                                                                | Opstelling PEC Zwolle: |
| 19 januari 2022 Aanvangstijd: 20.00 uur Plaats: Breda Rat Verlegh Stadion Toeschouwers: 0 Scheidsrechter: Dennis Higler    | Naoufal Bannis 13' Kaj de Rooij 84'                                                                                          | Wedstrijdverslag | 5' Mustafa Saymak 34' Siemen Voet 40' Oussama Darfalou 71' Daishawn Redan | Lamprou, Voet ( 87' Adžić), Nakayama, Van Polen, De Wit, Van den Belt, Strieder ( 54' Clement), Reijnders, Saymak ( 67' Van Wermeskerken), Kastaneer ( 67' Redan), Darfalou ( 66' Tedić)  |

## Selectie en technische staf

### Selectie
| Nr.           | Nat.                 | Naam                 | Competitie | Competitie | Beker      | Beker      | Totaal     | Totaal     | Contract tot | Seizoen    | Vorige club        | Debuut            |            |            |
| Nr.           | Nat.                 | Naam                 | W          | Goal       | W          | Goal       | W          | Goal       | Contract tot | Seizoen    | Vorige club        | Debuut            |            |            |
| Doelmannen    | Doelmannen           | Doelmannen           | Doelmannen | Doelmannen | Doelmannen | Doelmannen | Doelmannen | Doelmannen | Doelmannen   | Doelmannen | Doelmannen         | Doelmannen        | Doelmannen | Doelmannen |
| ------------- | -------------------- | -------------------- | ---------- | ---------- | ---------- | ---------- | ---------- | ---------- | ------------ | ---------- | ------------------ | ----------------- | ---------- | ---------- |
| 1             | Vlag van Griekenland | Kostas Lamprou       | 34         | 0          | 3          | 0          | 37         | 0          | 2023         | 1e         | RKC Waalwijk       | 15 augustus 2021  |            |            |
| 16            | Vlag van Nederland   | Jasper Schendelaar   | 0          | 0          | 0          | 0          | 0          | 0          | 2023         | 1e         | AZ                 | –                 |            |            |
| 40            | Vlag van Nederland   | Mike Hauptmeijer     | 0          | 0          | 0          | 0          | 0          | 0          | 2023         | 6e         | Jeugd              | 3 februari 2018   |            |            |
| –             | Vlag van Nederland   | Joey Kesting         | 0          | 0          | 0          | 0          | 0          | 0          | 2022         | 1e         | Jeugd              | –                 |            |            |
| Verdedigers   |                      |                      |            |            |            |            |            |            |              |            |                    |                   |            |            |
| 2             | Vlag van Nederland   | Bram van Polen       | 30         | 5          | 3          | 0          | 33         | 5          | 2022         | 15e        | Vitesse            | 12 oktober 2007   |            |            |
| 3             | Vlag van België      | Siemen Voet          | 17         | 0          | 2          | 1          | 19         | 1          | 2023         | 1e         | Club Brugge        | 15 augustus 2021  |            |            |
| 4             | Vlag van Japan       | Yuta Nakayama        | 29         | 1          | 3          | 1          | 32         | 2          | 2022         | 4e         | Kashiwa Reysol     | 31 maart 2019     |            |            |
| 5             | Vlag van Nederland   | Kenneth Paal         | 24         | 0          | 0          | 0          | 24         | 0          | 2022         | 4e         | PSV                | 25 augustus 2018  |            |            |
| 14            | Vlag van Nederland   | Damian van der Haar  | 0          | 0          | 0          | 0          | 0          | 0          | Jeugd        | 1e         | Jeugd              | –                 |            |            |
| 15            | Vlag van Nederland   | Sam Kersten          | 13         | 0          | 1          | 0          | 14         | 0          | 2024         | 3e         | FC Den Bosch       | 25 augustus 2019  |            |            |
| 17            | Vlag van Kosovo      | Destan Bajselmani    | 0          | 0          | 0          | 0          | 0          | 0          | 2022         | 4e         | Jeugd              | 5 oktober 2019    |            |            |
| 21            | Vlag van Nederland   | Djavan Anderson      | 13         | 0          | 0          | 0          | 13         | 0          | Huur         | 1e         | SS Lazio           | 5 februari 2022   |            |            |
| 27            | Vlag van Liberia     | Mark Pabai           | 8          | 0          | 2          | 0          | 10         | 0          | 2023         | 1e         | FC Utrecht         | 23 september 2021 |            |            |
| 27            | Vlag van Nederland   | Jesse Vermaning      | 0          | 0          | 0          | 0          | 0          | 0          | Jeugd        | 1e         | Jeugd              | –                 |            |            |
| 30            | Vlag van Nederland   | Maikel van der Werff | 11         | 0          | 0          | 0          | 11         | 0          | 2022         | 4e         | FC Cincinnati      | 10 maart 2013     |            |            |
| 31            | Vlag van Japan       | Sai van Wermeskerken | 7          | 0          | 1          | 0          | 8          | 0          | 2023         | 3e         | SC Cambuur         | 11 augustus 2019  |            |            |
| 33            | Vlag van Nederland   | Rav van den Berg     | 10         | 0          | 2          | 1          | 12         | 1          | 2024         | 2e         | Jeugd              | 1 mei 2021        |            |            |
| 34            | Vlag van Nederland   | Mees de Wit          | 28         | 4          | 3          | 0          | 31         | 4          | 2023         | 1e         | Sporting           | 15 augustus 2021  |            |            |
| –             | Vlag van Nederland   | Daijiro Chirino      | 0          | 0          | 0          | 0          | 0          | 0          | 2022         | 2e         | Jeugd              | –                 |            |            |
| Middenvelders |                      |                      |            |            |            |            |            |            |              |            |                    |                   |            |            |
| 6             | Vlag van Nederland   | Mustafa Saymak       | 21         | 1          | 3          | 2          | 24         | 3          | 2022         | 10e        | Çaykur Rizespor    | 5 augustus 2011   |            |            |
| 8             | Vlag van Nederland   | Dean Huiberts        | 17         | 1          | 1          | 1          | 18         | 2          | 2025         | 3e         | Jeugd              | 11 augustus 2019  |            |            |
| 10            | Vlag van Nederland   | Pelle Clement        | 19         | 0          | 1          | 0          | 20         | 0          | 2022         | 4e         | Reading FC         | 19 januari 2019   |            |            |
| 13            | Vlag van Duitsland   | Rico Strieder        | 24         | 0          | 2          | 0          | 26         | 0          | 2022         | 3e         | FC Utrecht         | 26 januari 2020   |            |            |
| 14            | Vlag van Nederland   | Leandro Fernandes    | 3          | 0          | 1          | 1          | 4          | 1          | 2022         | 1e         | Juventus FC        | 23 september 2021 |            |            |
| 18            | Vlag van Nederland   | Gabi Caschili        | 1          | 0          | 1          | 0          | 2          | 0          | 2024         | 1e         | Jeugd              | 14 december 2021  |            |            |
| 20            | Vlag van Nederland   | Thomas van den Belt  | 30         | 3          | 3          | 0          | 33         | 3          | 2022         | 2e         | Jeugd              | 26 september 2020 |            |            |
| 21            | Vlag van Nederland   | Samir Lagsir         | 5          | 1          | 1          | 0          | 6          | 1          | 2024         | 1e         | Jeugd              | 31 oktober 2020   |            |            |
| 23            | Vlag van Nederland   | Eliano Reijnders     | 23         | 0          | 3          | 0          | 26         | 0          | 2025         | 3e         | Jeugd              | 12 september 2020 |            |            |
| 36            | Vlag van Nederland   | Thomas Beelen        | 3          | 0          | 0          | 0          | 3          | 0          | Jeugd        | 1e         | Jeugd              | 23 april 2022     |            |            |
| 37            | Vlag van Suriname    | Ryan Koolwijk        | 8          | 0          | 1          | 0          | 9          | 0          | 2022         | 1e         | Almere City FC     | 19 september 2021 |            |            |
| Aanvallers    |                      |                      |            |            |            |            |            |            |              |            |                    |                   |            |            |
| 7             | Vlag van Curaçao     | Gervane Kastaneer    | 31         | 2          | 2          | 0          | 33         | 2          | 2023         | 1e         | Coventry City FC   | 15 augustus 2021  |            |            |
| 8             | Vlag van Nederland   | Tristan van Gilst    | 1          | 0          | 0          | 0          | 1          | 0          | Jeugd        | 1e         | Jeugd              | 30 april 2022     |            |            |
| 9             | Vlag van Servië      | Slobodan Tedić       | 23         | 0          | 2          | 1          | 25         | 1          | Huur         | 2e         | Manchester City FC | 26 september 2020 |            |            |
| 11            | Vlag van Servië      | Luka Adžić           | 16         | 0          | 3          | 1          | 19         | 1          | 2022         | 1e         | RSC Anderlecht     | 2 oktober 2021    |            |            |
| 19            | Vlag van Nederland   | Daishawn Redan       | 26         | 6          | 2          | 0          | 28         | 6          | Huur         | 1e         | Hertha BSC         | 11 september 2021 |            |            |
| 22            | Vlag van Nederland   | Max de Waal          | 7          | 0          | 0          | 0          | 7          | 0          | Huur         | 1e         | Ajax               | 5 februari 2022   |            |            |
| 29            | Vlag van Algerije    | Oussama Darfalou     | 11         | 2          | 1          | 0          | 12         | 2          | Huur         | 1e         | Vitesse            | 14 januari 2022   |            |            |
| 32            | Vlag van Nederland   | Elikia Mbinga        | 5          | 0          | 1          | 0          | 6          | 0          | Jeugd        | 1e         | Jeugd              | 11 september 2021 |            |            |
| 45            | Vlag van Nederland   | Chardi Landu         | 11         | 0          | 0          | 0          | 11         | 0          | 2024         | 1e         | Jeugd              | 15 augustus 2021  |            |            |
| 47            | Vlag van Nederland   | Jarno Westerman      | 0          | 0          | 0          | 0          | 0          | 0          | 2022         | 3e         | Jeugd              | 2 augustus 2019   |            |            |
| Nr.           | Nat.                 | Naam                 | W          | Goal       | W          | Goal       | W          | Goal       | Contract     | Seizoen    | Vorige club        | Debuut            |            |            |
| Nr.           | Nat.                 | Naam                 | Competitie | Competitie | Beker      | Beker      | Totaal     | Totaal     | Contract     | Seizoen    | Vorige club        | Debuut            |            |            |

### Legenda
| # | Reden                                          |
| - | ---------------------------------------------- |
|   | Heeft de club in het lopende seizoen verlaten. |
|   | Heeft de club op huurbasis verlaten.           |

### Technische staf
| Naam               | Functie           |
| ------------------ | ----------------- |
| Dick Schreuder     | Hoofdtrainer      |
| Lee-Roy Echteld    | Assistent-trainer |
| Henri van der Vegt | Assistent-trainer |
| Johan Plat         | Assistent-trainer |

| Naam               | Functie           |
| ------------------ | ----------------- |
| Art Langeler       | Hoofdtrainer      |
| Henri van der Vegt | Assistent-trainer |
| Lee-Roy Echteld    | Assistent-trainer |
| Dwight Lodeweges   | Assistent-trainer |

## Statistieken PEC Zwolle 2021/2022

### Tussenstand PEC Zwolle in de Nederlandse Eredivisie 2021 / 2022
| Stand | Gespeeld | Gewonnen | Gelijk | Verloren | Punten | Doelpunten voor | Doelpunten tegen | Gele kaarten | Rode kaarten |
| ----- | -------- | -------- | ------ | -------- | ------ | --------------- | ---------------- | ------------ | ------------ |
| 18e   | 34       | 7        | 6      | 21       | 27     | 26              | 51               | 50           | 2            |

### Topscorers
| #      | Naam                | Goal |
| ------ | ------------------- | ---- |
| 1.     | Daishawn Redan      | 6    |
| 2.     | Bram van Polen      | 5    |
| 3.     | Mees de Wit         | 4    |
| 4.     | Thomas van den Belt | 3    |
| 5.     | Oussama Darfalou    | 2    |
| 5.     | Gervane Kastaneer   | 2    |
| 7.     | Dean Huiberts       | 1    |
| 7.     | Samir Lagsir        | 1    |
| 7.     | Yuta Nakayama       | 1    |
| 7.     | Mustafa Saymak      | 1    |
| Totaal | Totaal              | 26   |

| #      | Naam              | Goal |
| ------ | ----------------- | ---- |
| 1.     | Mustafa Saymak    | 2    |
| 2.     | Luka Adžić        | 1    |
| 2.     | Rav van den Berg  | 1    |
| 2.     | Leandro Fernandes | 1    |
| 2.     | Dean Huiberts     | 1    |
| 2.     | Yuta Nakayama     | 1    |
| 2.     | Slobodan Tedić    | 1    |
| 2.     | Siemen Voet       | 1    |
| Totaal | Totaal            | 8    |

| #      | Naam                | Goal |
| ------ | ------------------- | ---- |
| 1.     | Chardi Landu        | 2    |
| 1.     | Gervane Kastaneer   | 2    |
| 1.     | Mustafa Saymak      | 2    |
| 1.     | Mees de Wit         | 2    |
| 5.     | Thomas van den Belt | 1    |
| 5.     | Håkon Gangstad      | 1    |
| 5.     | Sam Kersten         | 1    |
| 5.     | Samir Lagsir        | 1    |
| 5.     | Kenneth Paal        | 1    |
| 5.     | Bram van Polen      | 1    |
| 5.     | Eliano Reijnders    | 1    |
| 5.     | Slobodan Tedić      | 1    |
| 5.     | Siemen Voet         | 1    |
| 5.     | Max de Waal         | 1    |
| Totaal | Totaal              | 18   |

### Kaarten
| #      | Naam                 | Kreeg geel |
| ------ | -------------------- | ---------- |
| 1.     | Mees de Wit          | 6          |
| 2.     | Thomas van den Belt  | 5          |
| 2.     | Yuta Nakayama        | 5          |
| 4.     | Mustafa Saymak       | 4          |
| 4.     | Rico Strieder        | 4          |
| 6.     | Gervane Kastaneer    | 3          |
| 6.     | Sam Kersten          | 3          |
| 6.     | Bram van Polen       | 3          |
| 9.     | Pelle Clement        | 2          |
| 9.     | Dean Huiberts        | 2          |
| 9.     | Daishawn Redan       | 2          |
| 9.     | Eliano Reijnders     | 2          |
| 9.     | Slobodan Tedić       | 2          |
| 9.     | Siemen Voet          | 2          |
| 15.    | Elikia Mbinga        | 1          |
| 15.    | Kenneth Paal         | 1          |
| 15.    | Mark Pabai           | 1          |
| 15.    | Maikel van der Werff | 1          |
| 15.    | Sai van Wermeskerken | 1          |
| Totaal | Totaal               | 50         |

| #      | Naam        | Kreeg voor de tweede keer geel en dus rood |
| ------ | ----------- | ------------------------------------------ |
| 1.     | Naam speler | –                                          |
| Totaal | Totaal      | –                                          |

| #      | Naam        | Weggestuurd |
| ------ | ----------- | ----------- |
| 1.     | Sam Kersten | 1           |
| 1.     | Siemen Voet | 1           |
| Totaal | Totaal      | 2           |

### Punten per speelronde
| Speelronde | 1 | 2 | 3 | 4 | 5 | 6 | 7 | 8 | 9 | 10 | 11 | 12 | 13 | 14 | 15 | 16 | 17 | 18 | 19 | 20 | 21 | 22 | 23 | 24 | 25 | 26 | 27 | 28 | 29 | 30 | 31 | 32 | 33 | 34 |
| ---------- | - | - | - | - | - | - | - | - | - | -- | -- | -- | -- | -- | -- | -- | -- | -- | -- | -- | -- | -- | -- | -- | -- | -- | -- | -- | -- | -- | -- | -- | -- | -- |
| Punten     | 0 | 0 | 0 | 0 | 0 | 1 | 0 | 0 | 0 | 3  | 0  | 0  | 0  | 1  | 1  | 0  | 0  | 0  | 3  | 3  | 1  | 3  | 1  | 0  | 3  | 0  | 0  | 0  | 3  | 3  | 0  | 1  | 0  | 0  |

### Punten na speelronde
| Speelronde | 1 | 2 | 3 | 4 | 5 | 6 | 7 | 8 | 9 | 10 | 11 | 12 | 13 | 14 | 15 | 16 | 17 | 18 | 19 | 20 | 21 | 22 | 23 | 24 | 25 | 26 | 27 | 28 | 29 | 30 | 31 | 32 | 33 | 34 |
| ---------- | - | - | - | - | - | - | - | - | - | -- | -- | -- | -- | -- | -- | -- | -- | -- | -- | -- | -- | -- | -- | -- | -- | -- | -- | -- | -- | -- | -- | -- | -- | -- |
| Punten     | 0 | 0 | 0 | 0 | 0 | 1 | 1 | 1 | 1 | 4  | 4  | 4  | 4  | 5  | 6  | 6  | 6  | 6  | 9  | 12 | 13 | 16 | 17 | 17 | 20 | 20 | 20 | 20 | 23 | 26 | 26 | 27 | 27 | 27 |

### Stand na speelronde
| Speelronde | 1   | 2   | 3   | 4   | 5   | 6   | 7   | 8   | 9   | 10  | 11  | 12  | 13  | 14  | 15  | 16  | 17  | 18  | 19  | 20  | 21  | 22  | 23  | 24  | 25  | 26  | 27  | 28  | 29  | 30  | 31  | 32  | 33  | 34  |
| ---------- | --- | --- | --- | --- | --- | --- | --- | --- | --- | --- | --- | --- | --- | --- | --- | --- | --- | --- | --- | --- | --- | --- | --- | --- | --- | --- | --- | --- | --- | --- | --- | --- | --- | --- |
| Stand      | 14e | 17e | 18e | 18e | 18e | 18e | 18e | 18e | 18e | 18e | 18e | 18e | 18e | 18e | 18e | 18e | 18e | 18e | 18e | 18e | 18e | 18e | 18e | 18e | 17e | 18e | 18e | 18e | 17e | 16e | 16e | 18e | 18e | 18e |

### Doelpunten per speelronde
| Speelronde | 1 | 2 | 3 | 4 | 5 | 6 | 7 | 8 | 9 | 10 | 11 | 12 | 13 | 14 | 15 | 16 | 17 | 18 | 19 | 20 | 21 | 22 | 23 | 24 | 25 | 26 | 27 | 28 | 29 | 30 | 31 | 32 | 33 | 34 | Totaal |
| ---------- | - | - | - | - | - | - | - | - | - | -- | -- | -- | -- | -- | -- | -- | -- | -- | -- | -- | -- | -- | -- | -- | -- | -- | -- | -- | -- | -- | -- | -- | -- | -- | ------ |
| Doelpunten | 0 | 0 | 0 | 0 | 0 | 1 | 1 | 0 | 1 | 1  | 2  | 1  | 0  | 0  | 1  | 0  | 1  | 0  | 2  | 1  | 1  | 4  | 1  | 0  | 1  | 1  | 0  | 0  | 2  | 2  | 0  | 1  | 0  | 1  | 26     |

### Toeschouwersaantal per speelronde[noot 1]
| Speelronde | 1     | 2     | 3     | 4      | 5      | 6      | 7      | 8      | 9      | 10     | 11     | 12     | 13    | 14     | 15     | 16     | 17     | Totaal  | Gemiddeld |
| ---------- | ----- | ----- | ----- | ------ | ------ | ------ | ------ | ------ | ------ | ------ | ------ | ------ | ----- | ------ | ------ | ------ | ------ | ------- | --------- |
| Thuis      | 9.000 | –     | –     | 9.000  | –      | 9.000  | –      | 13.655 | –      | 13.026 | –      | 13.098 | –     | 0*     | –      | 0*     | –      | 66.779  | 11.130    |
| Uit        | –     | 8.500 | 9.352 | –      | 6.600  | –      | 19.451 | –      | 30.500 | –      | 15.328 | –      | 0*    | –      | 0*     | –      | 0*     | 89.731  | 14.955    |
| Speelronde | 18    | 19    | 20    | 21     | 22     | 23     | 24     | 25     | 26     | 27     | 28     | 29     | 30    | 31     | 32     | 33     | 34     | Totaal  | Gemiddeld |
| Thuis      | –     | 0*    | –     | 4.500* | –      | 13.620 | –      | –      | 14.000 | –      | 14.000 | 12.876 | –     | –      | 14.000 | –      | 14.000 | 82.496  | 13.749    |
| Uit        | 0*    | –     | 0*    | –      | 3.300* | –      | 6.788  | 8.279  | –      | 28.000 | –      | –      | 5.236 | 54.120 | –      | 10.606 | –      | 113.029 | 18.838    |
|            |       |       |       |        |        |        |        |        |        |        |        |        |       |        |        |        |        | 356.529 | 14.855    |

## Mutaties

### Zomer

#### Aangetrokken
| Nr. | Nat. | Naam               | Van                | Type         | Contract     | Transfersom | Bijzonderheid                          |
| --- | ---- | ------------------ | ------------------ | ------------ | ------------ | ----------- | -------------------------------------- |
| 9   | RS   | Slobodan Tedić     | Manchester City FC | Op huurbasis | 30 juni 2022 | n.v.t.      | Speelde vorig seizoen ook op huurbasis |
| –   | NL   | Clint Leemans      | De Graafschap      | –            | 30 juni 2021 | n.v.t.      | Terug van verhuurperiode               |
| 1   | GR   | Kostas Lamprou     | RKC Waalwijk       | Transfervrij | 30 juni 2023 | n.v.t.      | Optie voor één seizoen                 |
| 3   | BE   | Siemen Voet        | Club Brugge        | Transfervrij | 30 juni 2023 | n.v.t.      | Optie voor één seizoen                 |
| 16  | NL   | Jasper Schendelaar | AZ                 | Transfervrij | 30 juni 2023 | n.v.t.      | Optie voor één seizoen                 |
| 34  | NL   | Mees de Wit        | Sporting           | Transfervrij | 30 juni 2023 | n.v.t.      | Optie voor één seizoen                 |
| 7   | CW   | Gervane Kastaneer  | Coventry City FC   | Transfervrij | 30 juni 2023 | n.v.t.      | Optie voor één seizoen                 |
| 27  | LR   | Mark Pabai         | FC Utrecht         | Transfer     | 30 juni 2023 | Niet bekend | Optie voor één seizoen                 |
| 11  | RS   | Luka Adžić         | RSC Anderlecht     | Transfervrij | 30 juni 2022 | n.v.t.      | Optie voor één seizoen                 |
| 19  | NL   | Daishawn Redan     | Hertha BSC         | Op huurbasis | 30 juni 2021 | n.v.t.      | –                                      |
| 14  | NL   | Leandro Fernandes  | Juventus FC        | Transfervrij | 30 juni 2022 | n.v.t.      | Optie voor één seizoen                 |
| 37  | SR   | Ryan Koolwijk      | Almere City FC     | Transfervrij | 30 juni 2022 | n.v.t.      | Optie voor één seizoen                 |

#### Vertrokken
| Nr. | Nat. | Naam                    | Naar              | Type               | Transfersom | Wed. | Dlpt. |
| --- | ---- | ----------------------- | ----------------- | ------------------ | ----------- | ---- | ----- |
| 1   | NL   | Xavier Mous             | sc Heerenveen     | Transfervrij       | n.v.t.      | 29   | 0     |
| 3   | FI   | Thomas Lam              | CSKA Sofia        | Transfervrij       | n.v.t.      | 140  | 15    |
| 7   | NL   | Virgil Misidjan         | FC Twente         | Transfervrij       | n.v.t.      | 15   | 4     |
| 8   | IR   | Reza Ghoochannejhad     | n.n.b.            | Transfervrij       | n.v.t.      | 36   | 13    |
| 9   | NL   | Mike van Duinen         | OFI Kreta         | Transfervrij       | n.v.t.      | 73   | 14    |
| 10  | NL   | Clint Leemans           | Viborg FF         | Transfervrij       | n.v.t.      | 42   | 5     |
| 11  | NL   | Jesper Drost            | HHC Hardenberg    | Transfervrij       | n.v.t.      | 146  | 21    |
| 14  | BE   | Benson Manuel Hedilazio | Royal Antwerp FC  | Einde huurcontract | n.v.t.      | 13   | 0     |
| 16  | NL   | Nigel Bertrams          | FC Eindhoven      | Transfervrij       | n.v.t.      | 0    | 0     |
| 25  | NL   | Immanuel Pherai         | Borussia Dortmund | Einde huurcontract | n.v.t.      | 27   | 2     |
| 28  | FR   | Anthony Dekono          | n.n.b.            | Transfervrij       | n.v.t.      | 0    | 0     |
| 29  | NL   | Thomas Buitink          | Vitesse           | Einde huurcontract | n.v.t.      | 8    | 2     |
| 36  | FR   | Marc Olivier Doué       | Excelsior Virton  | Transfervrij       | n.v.t.      | 8    | 0     |

#### Statistieken transfers zomer
| Gekochte spelers | Verkochte spelers | Gehuurde spelers | Verhuurde spelers | Spelers terug van verhuurperiode | Spelers einde van huurperiode | Transfervrij aangetrokken spelers | Transfervrij vertrokken spelers | Doorgestroomde jeugdspelers |
| ---------------- | ----------------- | ---------------- | ----------------- | -------------------------------- | ----------------------------- | --------------------------------- | ------------------------------- | --------------------------- |
| 1                | 0                 | 2                | 0                 | 4                                | 0                             | 8                                 | 10                              | 0                           |

### Winter

#### Aangetrokken
| Nr. | Nat. | Naam                 | Van           | Type         | Contract     | Transfersom | Bijzonderheid |
| --- | ---- | -------------------- | ------------- | ------------ | ------------ | ----------- | ------------- |
| 29  | DZ   | Oussama Darfalou     | Vitesse       | Op huurbasis | 30 juni 2022 | n.v.t.      | –             |
| 22  | NL   | Max de Waal          | Ajax          | Op huurbasis | 30 juni 2022 | n.v.t.      | –             |
| 30  | NL   | Maikel van der Werff | FC Cincinnati | Transfervrij | 30 juni 2022 | n.v.t.      | –             |
| 21  | NL   | Djavan Anderson      | SS Lazio      | Op huurbasis | 30 juni 2022 | n.v.t.      | –             |

#### Vertrokken
| Nr. | Nat. | Naam              | Naar      | Type               | Transfersom | Wed. | Dlpt. |
| --- | ---- | ----------------- | --------- | ------------------ | ----------- | ---- | ----- |
| 27  | LR   | Mark Pabai        | SPAL      | Transfervrij       | n.v.t.      | 10   | 0     |
| 14  | NL   | Leandro Fernandes | Geen club | Contract ontbonden | n.v.t.      | 4    | 1     |

#### Statistieken transfers winter
| Gekochte spelers | Verkochte spelers | Gehuurde spelers | Verhuurde spelers | Spelers terug van verhuurperiode | Spelers einde van huurperiode | Transfervrij aangetrokken spelers | Transfervrij vertrokken spelers | Doorgestroomde jeugdspelers |
| ---------------- | ----------------- | ---------------- | ----------------- | -------------------------------- | ----------------------------- | --------------------------------- | ------------------------------- | --------------------------- |
| 0                | 0                 | 3                | 0                 | 0                                | 0                             | 1                                 | 2                               | 0                           |

## Voetnoten
Ajax ·
AZ ·
SC Cambuur ·
Feyenoord ·
Fortuna Sittard ·
Go Ahead Eagles ·
FC Groningen ·
sc Heerenveen ·
Heracles Almelo ·
N.E.C. ·
PEC Zwolle · 
PSV ·
RKC Waalwijk ·
Sparta Rotterdam ·
FC Twente ·
FC Utrecht ·
Vitesse ·
Willem II